# Onze-Lieve-Vrouw van Goede Bijstandkerk
De Onze-Lieve-Vrouw van Goede Bijstandkerk is een barok kerkgebouw in het centrum van Brussel.

## Situering en geschiedenis
De kerk ligt aan de Kolenmarkt, met een zijgevel aan de Olivetenhof, in de zogenaamde Sint-Jacobswijk. Op deze plaats nabij de Overmolenpoort of Sint-Jacobspoort bevond zich vanaf de twaalfde eeuw het Sint-Jacobsgasthuis, dat onderdak bood aan behoeftige reizigers en pelgrims naar Santiago de Compostella. Eind 16de eeuw werden de bedevaarten ten gevolge van de godsdiensttroebelen en de opstand in de Nederlanden minder populair.
Jacob Meeus, de principaal van het gasthuis, trachtte in 1625 de bezoekersaantallen op te drijven door het invoeren van een Mariaverering. Centraal in deze verering stond een veertiende-eeuws houten Onze-Lieve-Vrouwebeeldje waaraan snel wonderbare krachten werden toegeschreven. Mede door de steun van Aartshertogin Isabella werd de devotie een succes. De kapel van het Sint-Jacobsgasthuis werd snel te klein, en in 1664 besloot het bestuur er van een nieuw bedehuis op te richten.
De bouw nam dertig jaar in beslag. De plannen werden getekend door architect Jan Cortvrindt. Na zijn dood in 1681 werden de werken voortgezet door Pieter Paul Merckx. Na diens dood in 1685 werd het project voortgezet door Willem de Bruyn en beëindigd in 1694. Nauwelijks een jaar later werd de kerk beschadigd door het bombardement van Brussel: de daken, koepel, bepleistering en het meubilair werden vernield, en moesten aansluitend hersteld worden.
De kerk werd door de Franse revolutie in 1797 gesloten. In 1803 werd zij heropend, aanvankelijk als hulpkerk van de Sint-Katelijneparochie. De klokkentoren, naar een ontwerp van Hendrik Partoes uit 1850, verving een oudere die in 1727 was verwijderd. Vanaf 1904 werd de voorgevel gerestaureerd.

## Beschrijving
Het ontwerp is origineel doordat het de principes van de Italiaans barok, met de cirkel als grondplan, geslaagd verzoent met de traditionele bouwschema's. Het grondplan bestaat uit een verkort driebeukig schip dat aansluit op een centrale bouw onder een zeshoekige koepel, waarop drie halfronde apsissen aansluiten.
De voorgevel bestaat uit drie traveeën, omlijnd door Ionische pilasters op hoge sokkels. Boven het rondboogportaal staat het embleem van Karel van Lotharingen - dit is een reconstructie nadat het origineel door Franse revolutionairen was verwijderd. Daarboven, in een rondboognis geflankeerd door vuurvazen, staat een beeld van Onze Lieve Vrouw met Kind, van de hand van Godefroid Van den Kerckhove (1841-1913). In de gevel verwijzen schelpmotieven naar Sint-Jacob.
Het interieur heeft door de imposante koepel en de hoge lichtinval een heldere ruimtewerking. Innovatief zijn de tribunes boven de zijbeuken. De wijwatervaatjes zijn versierd met engelenkopjes van de hand van Gabriël Grupello. Het hoogaltaar, in marmer en hout, is gemaakt naar een ontwerp van Jan Pieter van Baurscheidt de Oudere (1705) (Vlaamse Meesters in Situ). De later toegevoegde engeltjes en medaillons aan weerszijden van het altaar worden toegeschreven aan Gilles-Lambert Godecharle. Op de medaillons zijn Joachim en Anna uitgebeeld, de ouders van Maria.
De zijaltaren, gewijd aan Sint-Jacob en Sint-Jozef, bevatten beelden van deze heiligen door Jan Baptist van der Haeghen (1724). In 2022 werd een nieuw altaar, bestaande uit opeengestapelde witte, stenen schijven, in gebruik genomen ter vervanging van een altaar uit de jaren 1960.

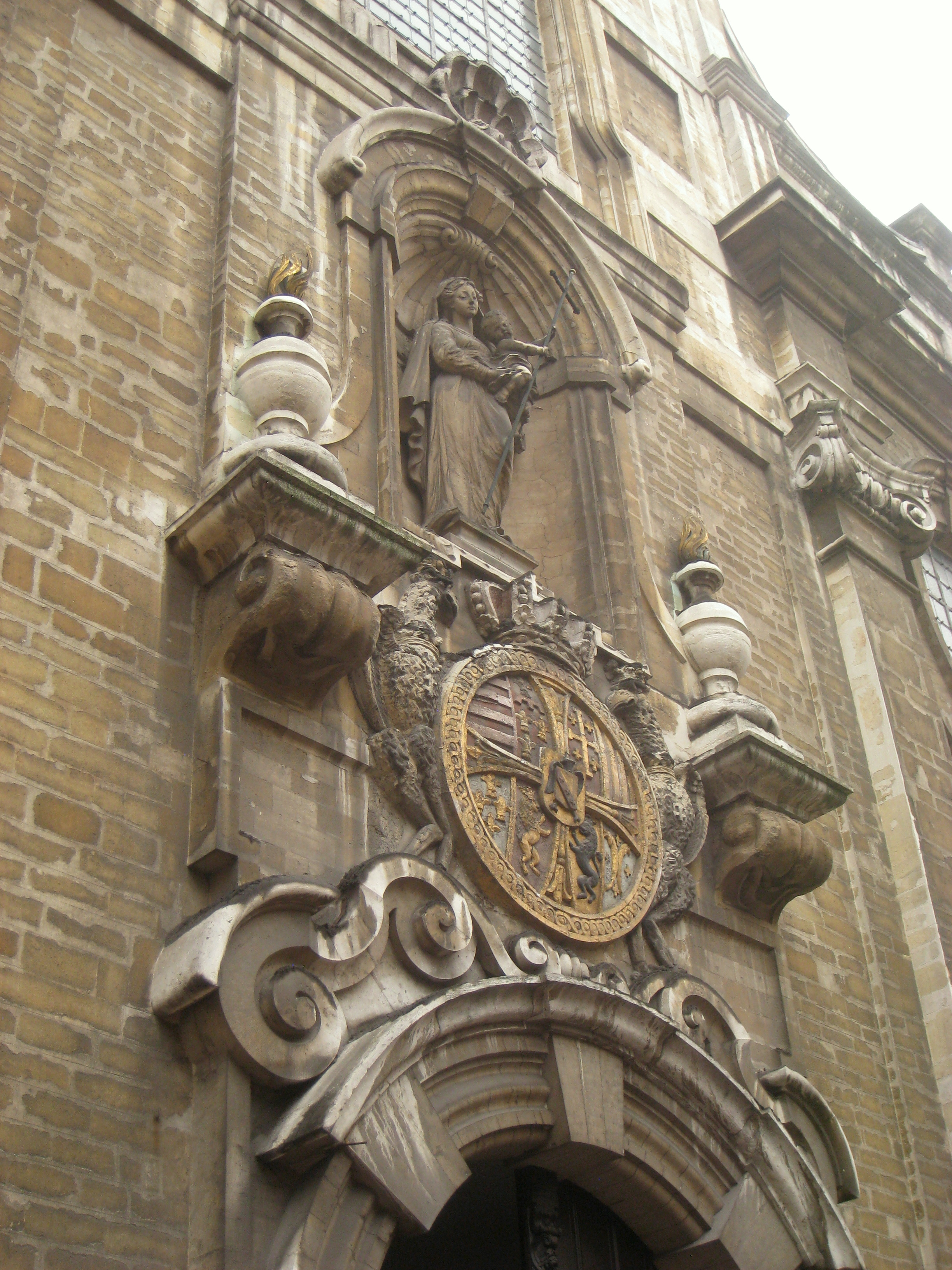
OLV beeld en medaillon Karel van Lotharingen
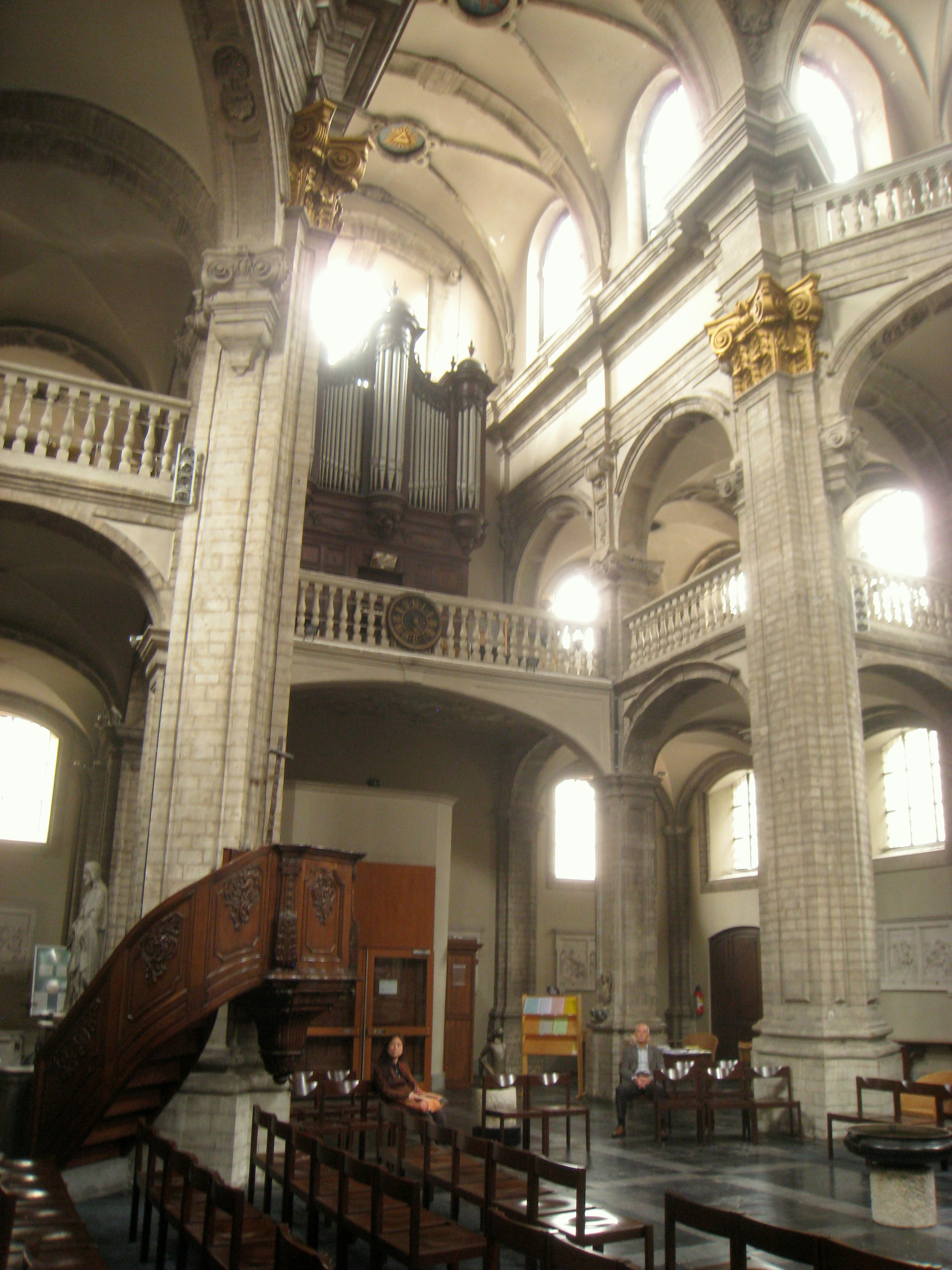
Binnenzicht
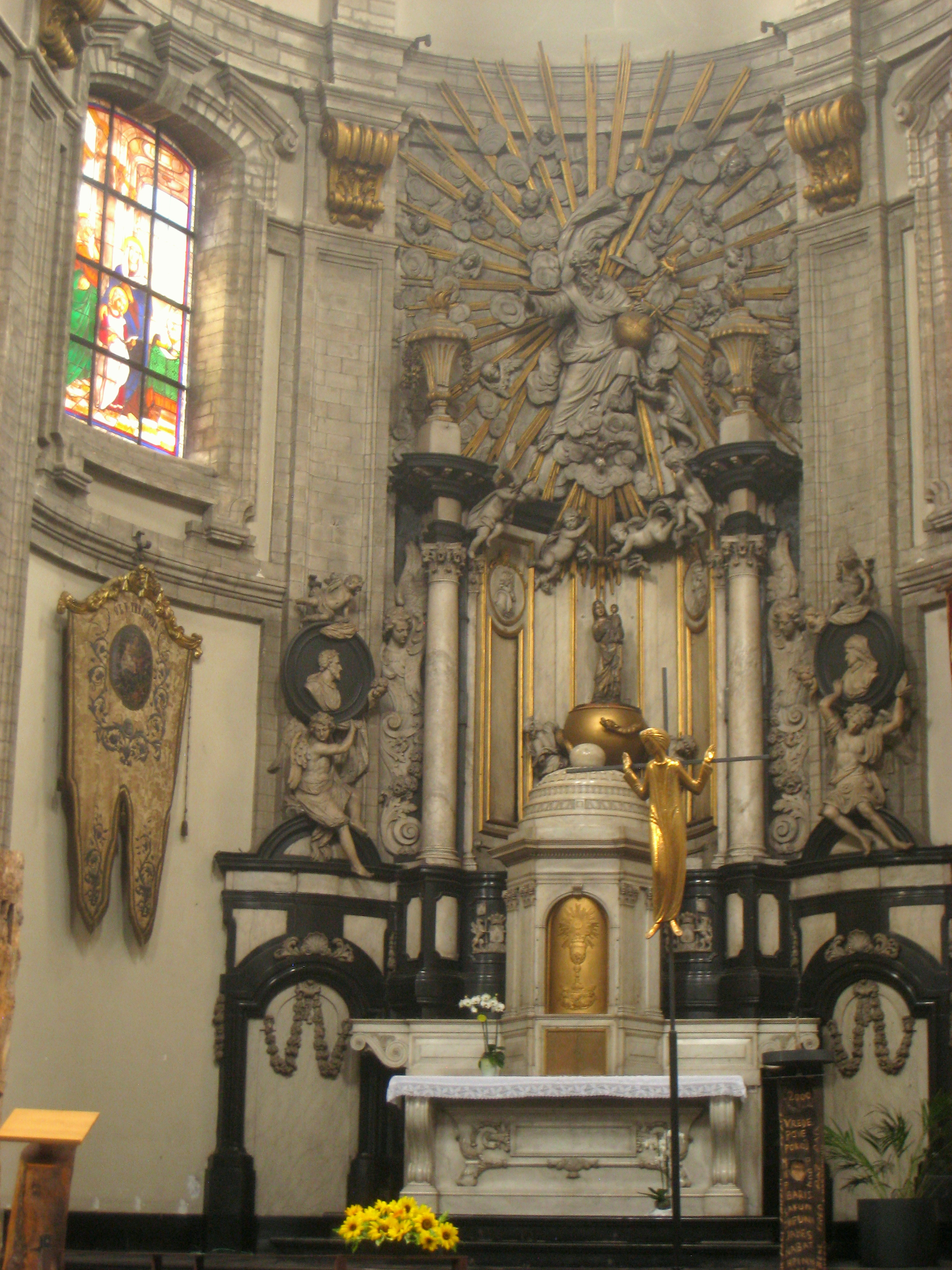
Hoofdaltaar
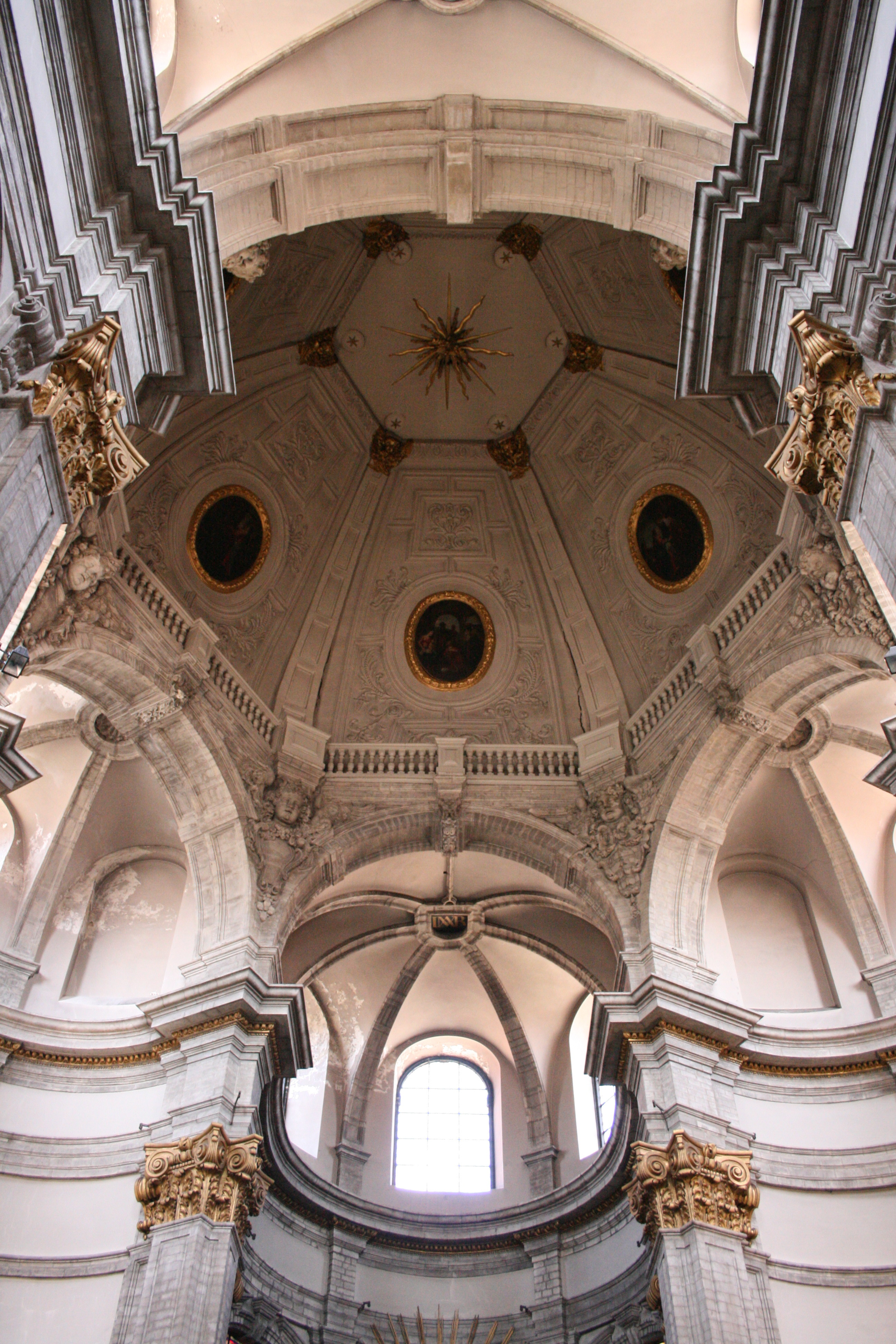
Koepel
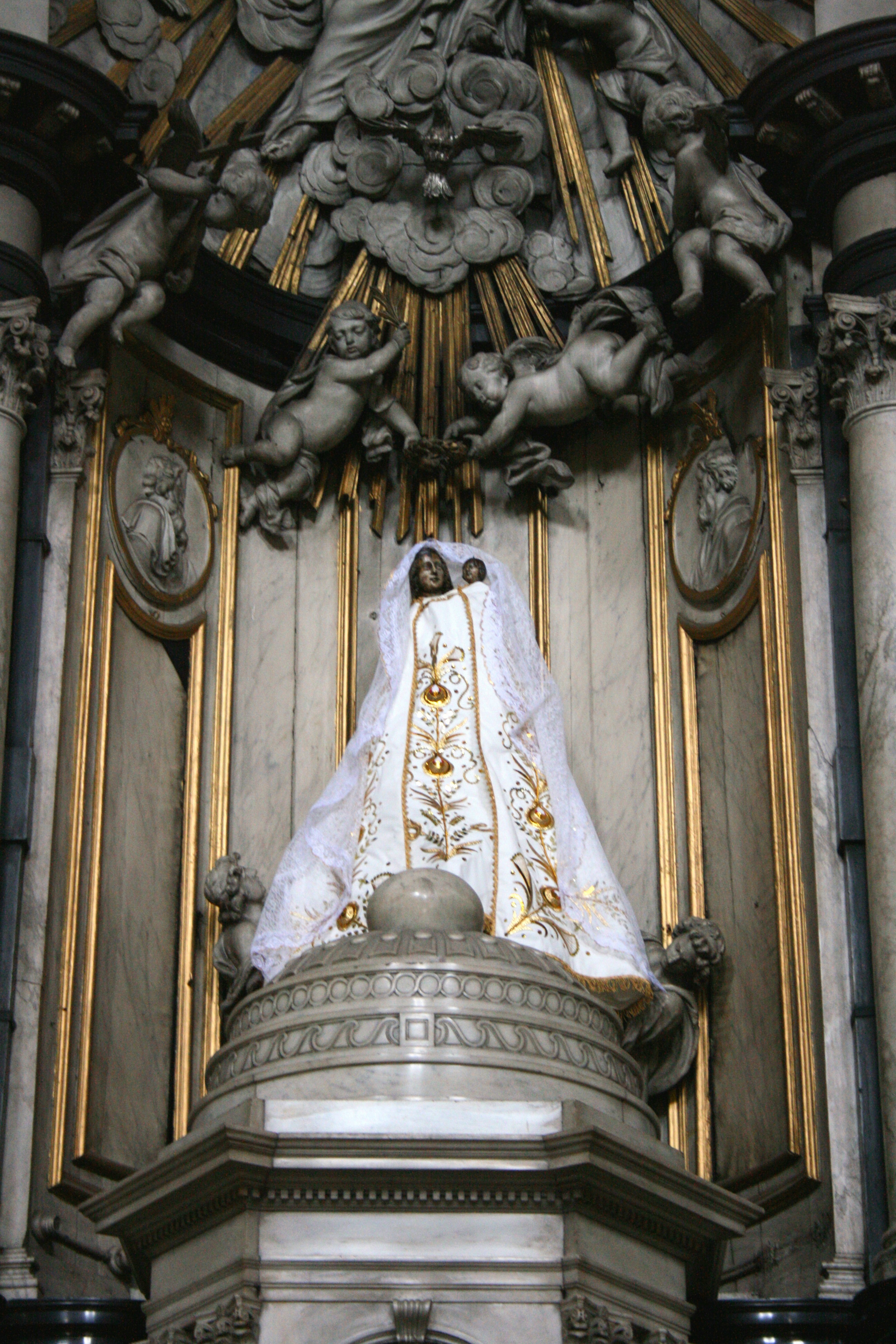
Het miraculeuze Mariabeeld
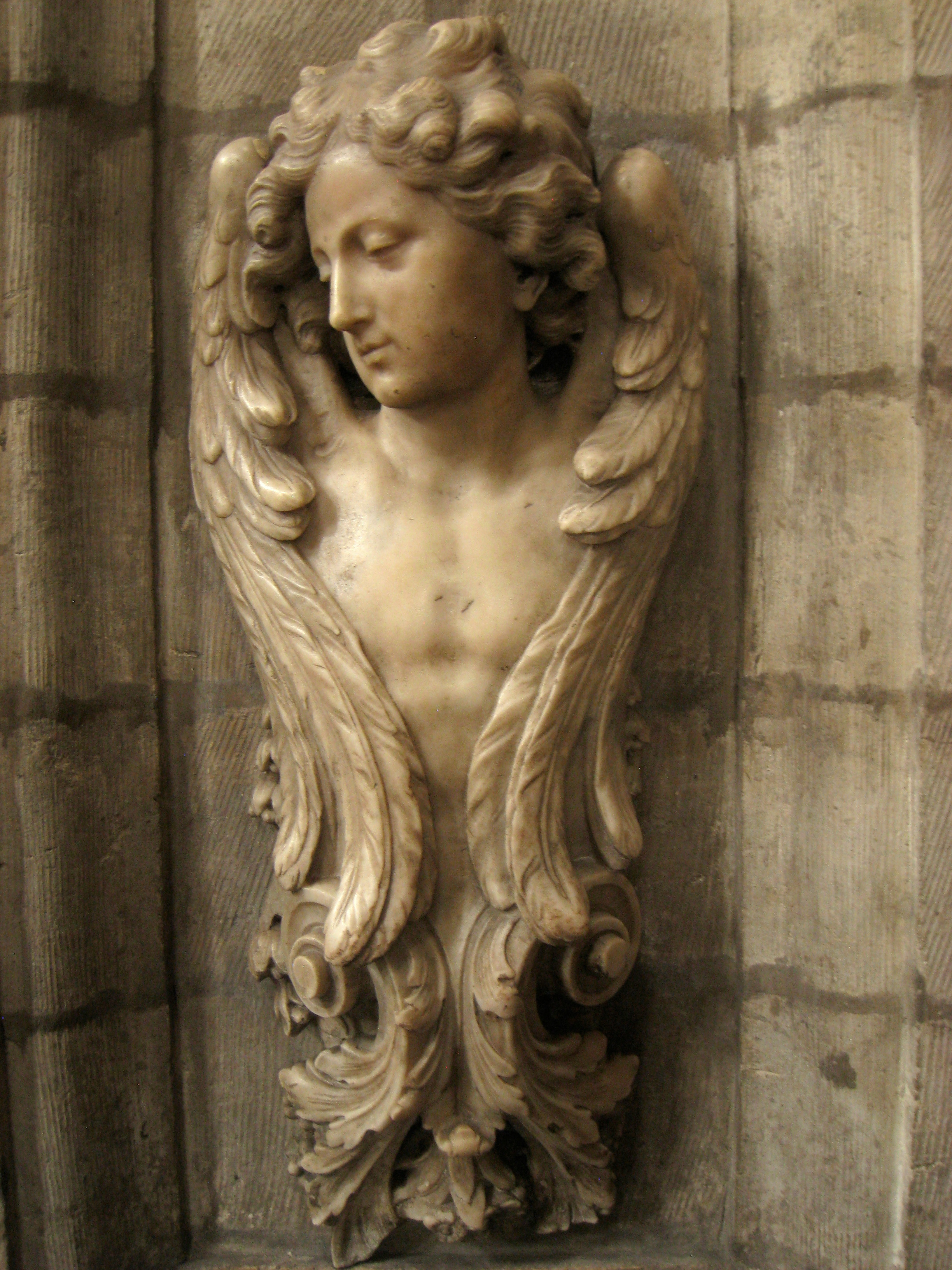
Wijwatervaatje

## Parochie
Vanaf het Tweede Vaticaans Concilie, waar werd besloten tot het vieren van de liturgie in de volkstaal, ontstond bij Nederlandstalige katholieken in Brussel de behoefte aan een eigen plek voor vieringen in het Nederlands. Vanaf 1968 is de Bijstandskerk voorbehouden voor Nederlandstalige liturgie. De laatste Franstaligen verdwenen halverwege jaren negentig uit het bestuur van de kerkfabriek.
Sinds eind jaren negentig zendt de VRT viermaal per jaar een eucharistieviering in de Bijstandskerk rechtstreeks uit.